# CD Portosantense
Der Clube Desportivo Portosantense ist ein auf der portugiesischen Insel Porto Santo beheimateter Fußballverein.

## Geschichte und Hintergrund
Der CD Portosantense wurde 1948 gegründet und trat zunächst nur im regionalen Ligabereich an. Anfang der 1980er Jahre konnte sich der Klub als Vertreter des Distrikts Madeira mehrfach für die Taça de Portugal qualifizieren, ehe er 1988 mit dem Aufstieg in die seinerzeit drittklassige Terceira Divisão erstmals den überregional organisierten Ligafußball erreichte. Als diese im Zuge einer Ligareform zurückgestuft wurde, blieb die Mannschaft innerhalb der Spielklasse. Dort etablierte sich die Mannschaft im vorderen Mittelfeld, 1999 fehlten ihr als Tabellendritter hinter CD Ribeira Brava und GD Águias Camarate zwei Punkte zum Erreichen eines Aufstiegsplatzes zur drittklassigen Segunda Divisão B. 2004 wurde sie hinter Casa Pia AC Tabellenzweiter und spielte bis zum erneuten Wiederabstieg vier Jahre in der dritten Spielklasse. Später rutschte der Klub wieder in den regionalen Ligabereich ab.
2023 kehrte CD Portosantense mit dem Aufstieg in die zwischenzeitlich nach zwei Ligareformen als vierthöchster Spielklasse etablierten Campeonato de Portugal in den überregionalen Fußball zurück. In ihrer Staffel konnte die Mannschaft jedoch nur sechs Saisonspiele gewinnen und belegte so einen der fünf Abstiegsplätze.

## Stadion
Seine Heimspiele trägt der CD Portosantense im Estádio José Lino Pestana aus. Das Stadion wurde 1996 eröffnet und soll bis zu 1000 Zuschauern Platz bieten.